# Globin
Globini so velika skupina beljakovin, prisotnih v številnih organizmih, ki nase vežejo hemsko strukturo. Njihova vloga je vezava in prenašanje kisika.
Glavne skupine globinskih molekul:
- hemoglobin – prisoten je pri vretenčarjih in prenaša kisik od pljuč v ostala tkiva. Sestavljen je iz štirih globinskih enot (2 verigi α in 2 verigi β), vezanih na molekulo hema;
- mioglobin – je prav tako prisoten pri vretenčarjih in je sestavljen iz ene verige globina in ene molekule hema. Prenaša in hrani kisik v mišicah;[2]
- globini pri nevretenčarjih – pri nevretenčarjih nahajamo številne različne globinske beljakovine. Za mehkužce so značilni monomerni in dimerni mišični globini, pri žuželkah obstajajo različne vrste zunajceličnih globulinov ...;
- leghemoglobin – hemoproteini v koreninah stročnic in oskrbuje s kisikom bakterije, ki živijo v sožitju z rastlino;
- flavohemoproteini – hemoproteini pri bakterijah in glivah. Sestavljeni so običajno iz dveh domen, ene globinske in ene FAD vsebujoče reduktazne domene.